# Stenoxia astylos
Stenoxia astylos là một loài bướm đêm trong họ Noctuidae.